# Gut Stockhausen (Meschede)

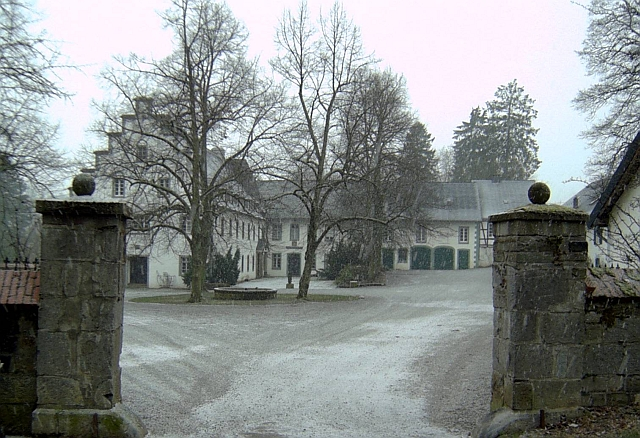
Gut Stockhausen

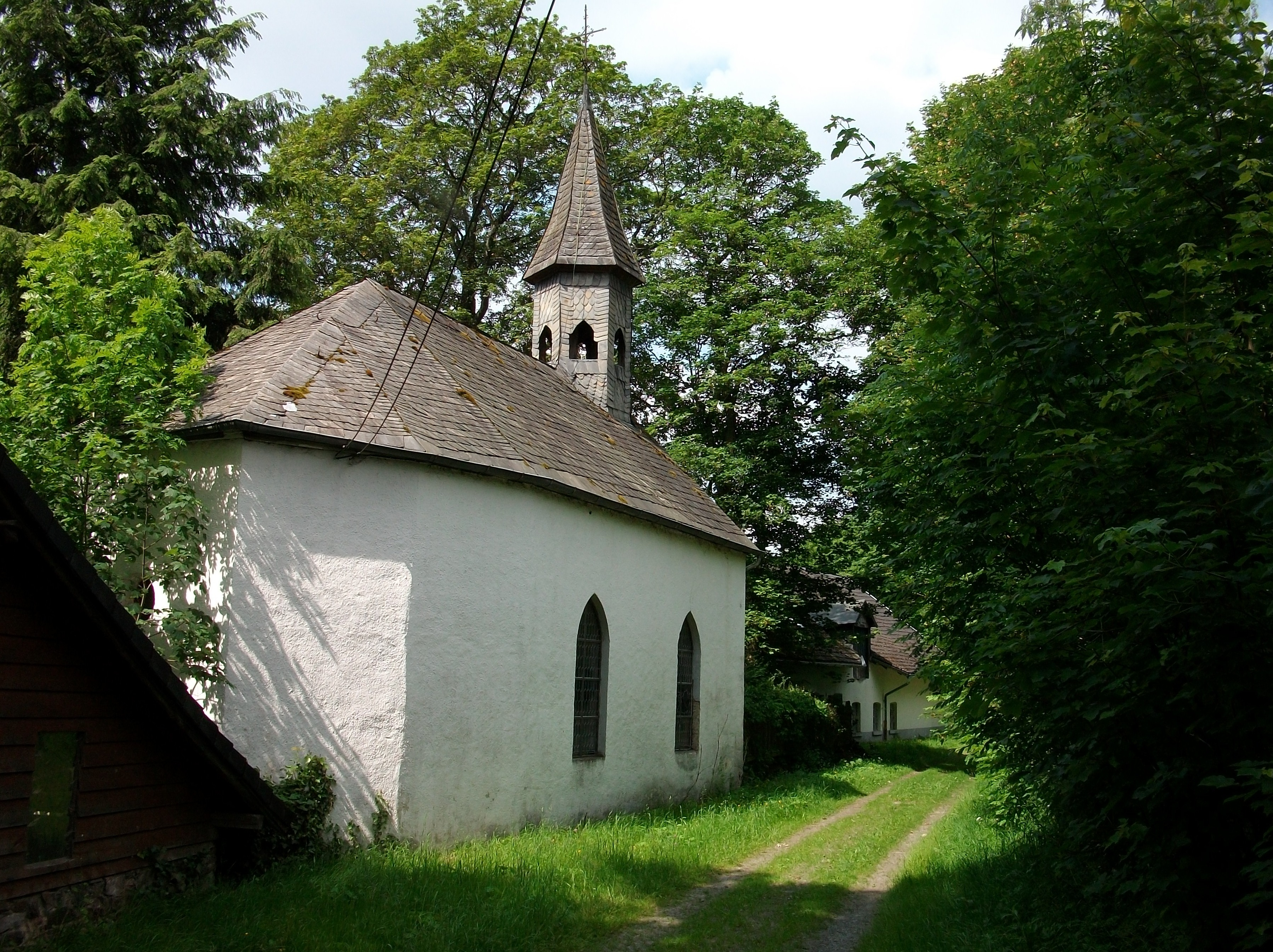
Hubertuskapelle auf dem Gut Stockhausen

Gut Stockhausen ist ein Rittergut im Mescheder Stadtteil Stockhausen im Hochsauerlandkreis. 

## Geschichte
Das Gut war Stammsitz des westfälischen Adelsgeschlechts Stockhausen. Es wurde urkundlich erstmals 997 als Mittelpunkt von etwa 20 Höfen erwähnt. Otto III. ächtet den Vorbesitzer Hunoldus und überträgt den Schultenhof Stockhausen an das Stift Meschede. Der Sage nach wurde Hunoldus mit zwanzig Söhnen hingerichtet, nur der jüngste Sohn überlebte.
Im 14. Jahrhundert unterstanden dem Oberhof 22 Güter. Der Aufstieg des Gutes begann im 16. Jahrhundert mit Ludwig von Stockhausen, der für den Landdrost des Herzogtums Westfalen, Kaspar von Fürstenberg, als Rentmeister und Gograf tätig war. Mit seiner Heirat erwarb Ludwig von Stockhausen einen großen Besitz. Seine Familie nahm später durch Verschwägerungen eine adelige Stellung ein und erreichte, dass Anfang des 19. Jahrhunderts das Gut Stockhausen als Rittergut anerkannt wurde.
1945 wurde Reichskanzler Franz von Papen auf Gut Stockhausen, das seinem Schwiegersohn Max von Stockhausen gehörte, von US-amerikanischen Truppen verhaftet.